# Хендерсон, Лой
Лой Хендерсон (англ. Loy Wesley Henderson, 28 июня 1892 — 24 марта 1986) — американский дипломат, специалист по СССР и Ближнему Востоку.

## Биография
Хендерсон родился в Арканзасе, в малообеспеченной семье методистского проповедника. Окончил Северо-Западный университет. В 1917—1918 гг. учился в Денверской юридической школе. Летом 1918 поступил на работу в Американский Красный крест. Работа там позволяла избежать службы в армии, хотя часто тоже была достаточно опасной. В 1919 г. Хендерсон участвовал в работе Межсоюзнической комиссии в Германии по репатриации пленных Первой мировой войны. Занимался в том числе возвращением русских пленных на родину и возвращением пленных в получившие независимость прибалтийские страны.
В 1919 г. Хендерсон работал в американской миссии Красного креста в Эстонии. В начале 1920 года со своими сотрудниками оказывал помощь солдатам Северо-Западной армии Юденича, отступившей после боёв под Петроградом в Эстонию, среди которых распространилась эпидемия тифа. Возглавил огромный полевой госпиталь, расположенный в пустых корпусах Кренгольмской фабрики. Сам переболел тифом.
В 1922 г. поступил на работу в Государственный департамент США. В 1922 назначен вице-консулом в Дублине. С 1925 г. работал в Восточноевропейском отделе Госдепартамента. С 1927 года — третий секретарь американской миссии в Риге. Женился на Элизе Марии Хайнрихсон (Elise Marie Heinrichson). С 1930 года — снова в Восточноевропейском отделе. Во время восстановления дипотношений между США и СССР подготавливал создание американского посольства в Москве. С 1934 г. — второй секретарь американского посольства в СССР. В книге американской перебежчицы в СССР Аннабеллы Бюкар «Правда об американских дипломатах», изданной в СССР в 1949 г., Хендерсон причисляется к одной группировке с Джорджем Кеннаном и Чарльзом Боленом. Последовательная критика Хендерсоном Советского режима встретила резкое неприятие со стороны Элеоноры Рузвельт. По её требованию, Лой Хендерсон был в 1942 г. переведён из Москвы в Багдад. В 1943—1945 гг. — посол США а Ираке.
С 1945 года Хендерсон — директор по ближневосточным и африканским делам в Госдепартаменте США. Выступал против создания моноэтничного Государства Израиль, пытался убедить Трумэна отказаться от поддержки резолюции о разделе Палестины между евреями и арабами Из-за чего заслужил репутацию «антисиониста». В 1948—1951 гг. — посол США в Индии и Непале. С 1951 года — посол США в Иране. С 1955 — заместитель государственного секретаря по административным вопросам.
В 1956 г. — представитель США в СЕНТО. В 1957 — глава миссии по переустройству Африки. В 1960 г. вышел в отставку.
В 1961—1968 гг. преподавал международные отношения.
В 1986 опубликовал мемуары «A Question of Trust. (Stanford University, Stanford, Calif.: Hoover Institution Press. 579 pp.)». Умер 24 марта 1986 г.